# Pomoxis annularis
Pomoxis annularis is een straalvinnige vissensoort uit de familie van de zonnebaarzen (Centrarchidae). De wetenschappelijke naam van de soort werd voor het eerst geldig gepubliceerd in 1818 door Constantine Samuel Rafinesque.